# Троицк (станция метро)
«Тро́ицк» — проектируемая конечная станция Московского метрополитена на Троицкой линии. Открытие станции запланировано в составе участка «Новомосковская» — «Троицк» к 2030 году. Станция будет расположена в городе Троицке в одноимённом районе Троицкого административного округа под Октябрьским проспектом.

## История
В апреле 2015 года на опубликованной НИиПИ Генплана Москвы схеме развития метро на дальнюю перспективу станция «Троицк» была обозначена со сроком строительства после 2035 года. 20 августа 2019 года был утверждён проект планировки участка «Новомосковская» — «Троицк». Вопрос о месторасположении станции — в самом Троицке, на Октябрьском проспекте, или вдали от города, на противоположной стороне Калужского шоссе — был вынесен на электронное голосование. В декабре 2019 года, по сообщению мэра Москвы, жители Троицка 2570 голосами против 1919 высказались за размещение метро в самом городе.
10 февраля 2023 года мэр Москвы Сергей Собянин утвердил название станции «Троицк».
В 2023 году были утверждены проекты планировки участка Троицкой линии от станции «Коммунарка» (ныне — «Новомосковская») до станции «Троицк». По состоянию на июль 2025 года ведется проектирование всех шести станций участка.